# Уайр (район)
Уайр (англ. Wyre) — район (англ. non-metropolitan district) в церемониальном неметрополитенском графстве Ланкашир, административный центр — город Полтон-ле-Файлд.
Район расположен в западной части графства Ланкашир на побережье Ирландского моря.

## Состав
В состав района входят 4 городских территории (англ. Urban areas) (Флитвуд, Гарстанг, Поултон-ле-Файлд, Торнтон-Кливлис) и 21 община (англ. Parish):
1. Барнакр-уит-Бондс
2. Блисдейл
3. Кабус
4. Каттералл
5. Клайтон
6. Флитвуд
7. Фортон
8. Гарстанг
9. Грейт-Эклстон
10. Хамблтон
11. Инскип-уит-Сауэрби
12. Керкленд
13. Майерско-энд-Билсборроу
14. Нейтби
15. Нетер-Уайрсдейл
16. Аут-Роклифф
17. Пиллинг
18. Присалл
19. Столмайн
20. Аппер-Роклифф-уит-Тарнакр
21. Уинмарли